# Bolitoglossa hartwegi
Bolitoglossa hartwegi är en groddjursart som beskrevs av David Burton Wake och Arden H. Brame, Jr. 1969. Bolitoglossa hartwegi ingår i släktet Bolitoglossa och familjen lunglösa salamandrar. IUCN kategoriserar arten globalt som nära hotad. Inga underarter finns listade.